# Giorgian De Arrascaeta
Giorgian Daniel De Arrascaeta Benedetti (Nuevo Berlín, 1994. június 1. –) uruguayi labdarúgó, a brazil Flamengo középpályása.

## Sikerei, díjai
- Cruzeiro
  - Brazil kupa: 2017, 2018
  - Minas Gerais állam bajnoka: 2018

- Flamengo
  - Copa Libertadores: 2019, 2022
  - Recopa Sudamericana: 2020
  - Brazil bajnok: 2019, 2020
  - Brazil kupa: 2022, 2024
  - Brazil szuperkupa: 2020, 2021
  - Rio de Janeiro állam bajnoka: 2019, 2020, 2021, 2024